# De Waterdruppel

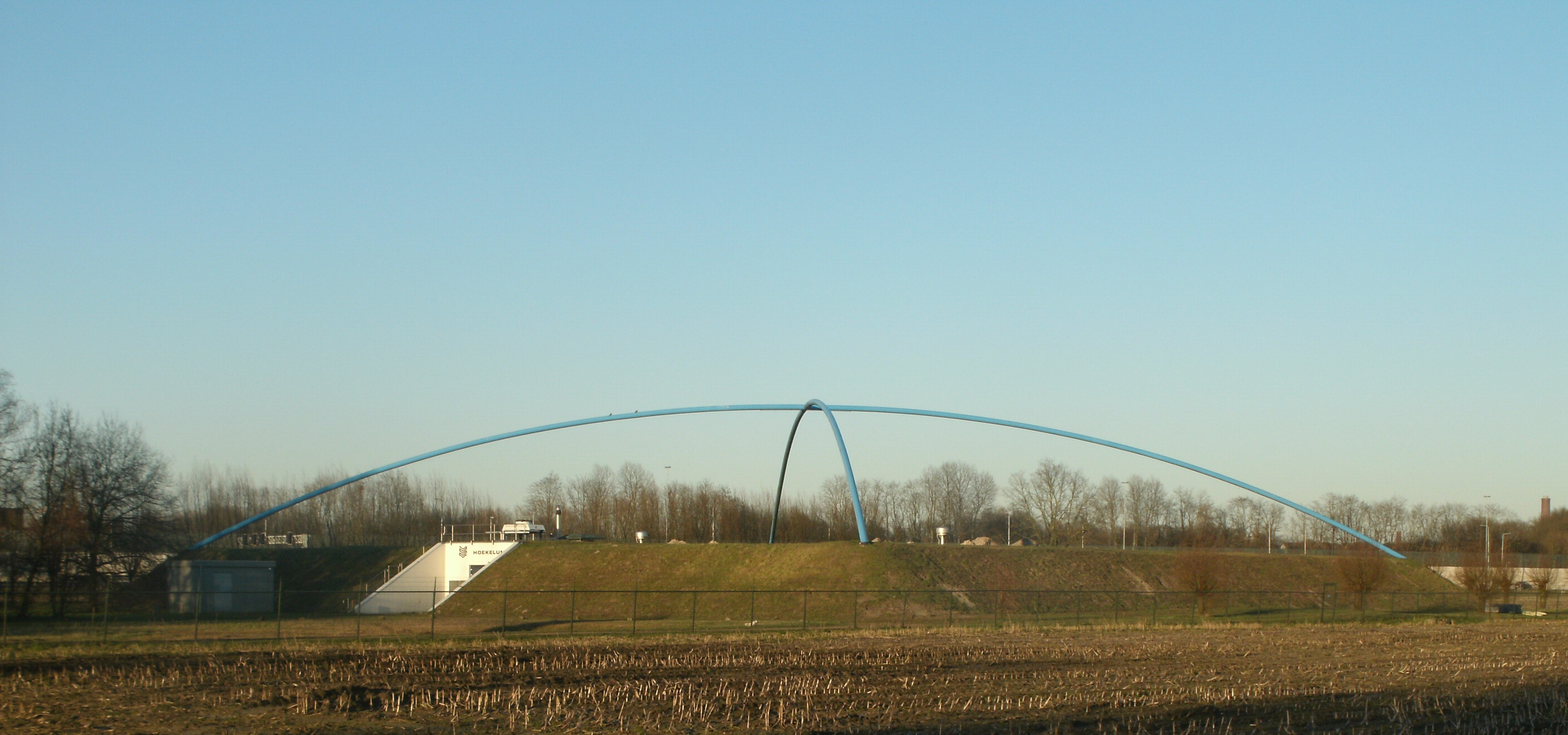
De Waterdruppel

De Waterdruppel (1990) is een sculptuur van Marijke de Goey in de vorm van twee lichtblauwe bogen met neonverlichting, langs de A12 in Ede nabij afrit Wageningen (24).
De constructie is 83 meter lang, 83 meter breed en 10 meter hoog. De buisconstructie is geïnspireerd op de vorm van een waterdruppel, 10.000 maal vergroot. De sculptuur is geplaatst op een waterreservoir (Wateropslag Hoekelum) van Vitens.

## Externe bronnen
- "De Waterdruppel" op de website van Marijke de Goey